# Compagnies de Jéhu
Pour les articles homonymes, voir Jéhu (homonymie).
Cet article possède un paronyme, voir Compagnie de Jésus.

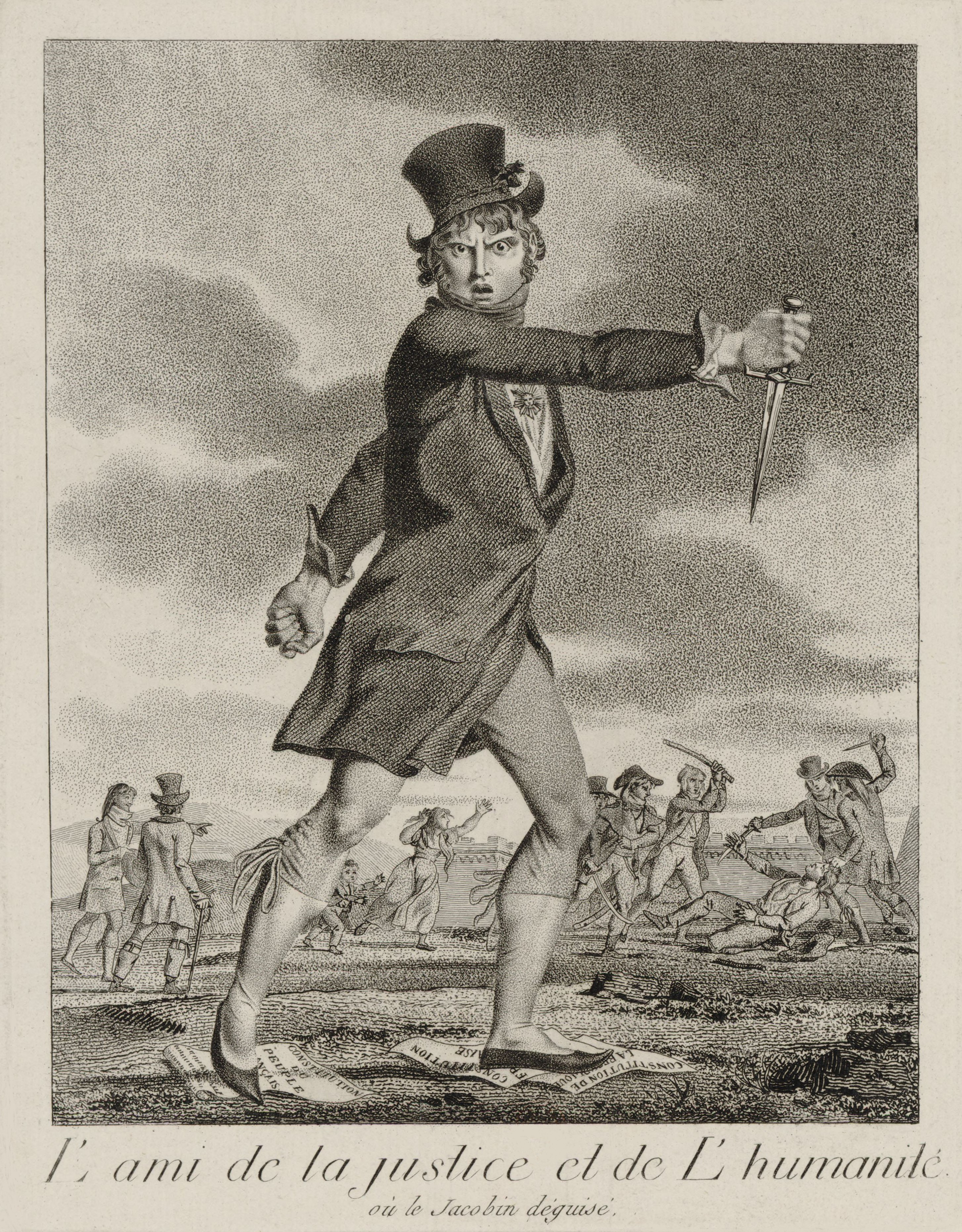
Arborant sur sa poitrine l'emblème solaire des compagnies du Soleil, un muscadin brandit un poignard et entonne le chant le Réveil du peuple en foulant aux pieds la Constitution. Au second plan, ses amis bastonnent, sabrent et poignardent un homme à terre. Caricature des bandes armées (« Amis de la justice et de l'humanité », « Compagnons de Jéhu », « Compagnons du Soleil », etc.) qui pratiquaient la terreur blanche dans les départements en massacrant les républicains.
Estampe anonyme, an, Paris, Bibliothèque nationale de France.

Les compagnies de Jéhu — parfois appelées par corruption de langage « compagnies de Jésus » ; aussi supposées appartenir à une société secrète unique s'appelant « les Compagnons de Jéhu » — sont des groupes armés contre-révolutionnaires formés après la mort de Robespierre — exécuté le 10 thermidor an II (28 juillet 1794) — et participant, à Lyon et dans l'Ain, à la réaction royaliste connue sous le nom de « terreur blanche » (1795).
Évoqués dans les rapports officiels et certains procès à l'époque de la Révolution, il est possible que ces groupes n'aient été, au départ, qu'une fiction, confortée ensuite par les mémoires de Charles Nodier (mort en 1844) puis le roman historique d'Alexandre Dumas, Les Compagnons de Jéhu, publié en 1857.

## Apparition, réalité et dénomination
Les compagnies de Jéhu — ou de Jésus — sont évoquées dans la région de Lyon à partir de 1795, dans le cadre de la « terreur blanche » qui voit les populations opprimées, parfois dirigées par des réfugiés rentrés d'émigration, faire des expéditions punitives pour se libérer en pourchassant et en tuant les « jacobins » compromis dans la Terreur (1793-1794), celle de la Révolution, plus précisément celle du gouvernement de la Convention nationale (1792-1795). 
Ces expéditions punitives contre-révolutionnaires auraient fait plusieurs centaines de victimes. Pourchassés et arrêtés, une troupe des « Compagnons de Jésus » fut jugée et condamnée en mars 1799 au Puy-en-Velay.
Ce nom n'aurait pas de véritable base historique, d'après Jacques Godechot, historien de la contre-révolution.
Selon Charles Nodier (1780-1844), ces groupes s'étaient désignés comme « compagnies de Jéhu » (et non « de Jésus »), « le nom sacramentel de compagnons de Jéhu  était bien approprié à leur cruelle mission, Jéhu étant, comme on sait, un roi d'Israël qui avait été sacré par Élisée sous la condition de punir les crimes de la maison d'Achab et de Jézabel, et de mettre à mort tous les prêtres de Baal ».  

« Quelqu’un évidemment ferré sur l’Ancien Testament les compara aux « compagnons de Jéhu », dont l’histoire se mêle à celle de Jézabel immortalisée par Racine. Jéhu, dixième roi d’Israël, molesté par ladite Jézabel, la fit jeter par la fenêtre et donna l’ordre d’exterminer tous ses enfants, tous ceux aussi de ses sujets qui avaient adoré Baal dont elle avait instauré le culte dans son royaume. L’assimilation avec les thermidoriens lyonnais était ingénieuse, mais trop savante ; le mot répété fut mal compris : Jéhu, bien oublié, ne rappelait rien au vulgaire qui entendit « Jésus » ; l’appellation de « Compagnie de Jésus » qui, comme l’a remarqué Louis Blanc, « ne s’explique pas », fut donc adoptée par corruption dans le langage populaire.
- G. Lenotre, cité par André Castelot dans Présence de l’histoire, 1969, p. 205. »

## Contexte
Après la chute de Robespierre, la « terreur blanche » sévit, de janvier à juin 1795, dans toute la France, et en particulier dans le Sud et le Sud-Est du pays. Elle cessa après l’envoi de nouveaux représentants en mission par la Convention nationale, le remplacement des autorités municipales complices de ces actions, le désarmement de la garde nationale, le retour de l’armée et l’arrestation de certains des fauteurs de troubles.
C'est dans ce cadre que, le 4 mai 1795 à Lyon, à la suite d'une émeute, 41 prisonniers sont massacrés à la prison dite « de Roanne », puis, dans la soirée, 43 autres à la prison des Recluses et, plus tard, 15 autres à Saint-Joseph. Les jours suivants, la violence se banalise, et les meurtres se poursuivent, avec moins d’ampleur, sous la forme de bastonnades mortelles, d’égorgements à domicile ou sur la voie publique, de noyades. Des journalistes encouragent quotidiennement au meurtre des « terroristes », qualifiés de « buveurs de sang », et une « liste générale » de 90 pages, imprimée à Lausanne, désignant les victimes, circule ouvertement.
Dans le rapport (no 2170) qu'il présente, le 24 juin 1795, à la Convention nationale, au nom des Comité de salut public et Comité de sûreté générale, Marie-Joseph Chénier, de retour de Lyon, impute ces massacres à un mouvement organisé qu'il nomme « compagnie de Jésus ».

« Une association de scélérats ligués pour le meurtre, s'est organisée à Lyon. Cette Compagnie, mêlant les idées religieuses aux mots de justice et d'humanité, se fait appeler compagnie de Jésus. C'est elle qui rappelle à grands cris les émigrés, qui égorge les prisonniers, etc. »

Chénier fait alors adopter à la Convention un projet de décret, dont l'article 1er évoque « les  assassinats commis dans plusieurs parties de la République, par les « compagnies de Jésus », les « compagnies du Soleil », et autres associations royalistes ». 
À la fin du mois de mai, les victimes commençant à manquer, la compagnie de Jésus disparaît des chroniques, sauf à être évoquée ponctuellement à l'occasion d'affaires de droit commun.

## Interprétations
D'après G. Lenotre, les Compagnons de Jéhu n'auraient en fait jamais existé. Les massacres et les vols qui leur sont imputés confondent toute une série d'incidents indépendants les uns des autres, à commencer par la chasse aux « mathevons »,, ces ultra-jacobins responsables, jusqu'à la chute de Robespierre, d'une répression terrible contre les Lyonnais, coupables de s'être rebellés contre la Convention et d'avoir soutenu un siège de plusieurs mois contre les troupes de la Révolution. Entre le 9 octobre 1793, date de la reddition de la ville, et le 3 mai 1794, date de la dissolution des commissions révolutionnaires, on estime que près de deux mille exécutions eurent lieu à Lyon, du fait des robespierristes. 
Après cette terrible répression, la réaction thermidorienne est l'occasion de violentes vengeances et le nom de « Compagnons de Jéhu » aurait été donné a posteriori aux contre-révolutionnaires qui exécutèrent sommairement, souvent pour les jeter à la Saône, nombre de « mathevons ». 
Après la réaction thermidorienne, les compagnons de Jéhu furent recherchés activement et de nombreux assassins thermidoriens furent arrêtés, mais il se trouva qu'ils étaient complètement indépendants les uns des autres. Aucune forme de mouvement coordonné ne les reliait entre eux. Le tribunal, pourtant surveillé par Legris, envoyé spécial du ministre de la Justice, conclut qu'il n'existait ni liste de membres de la conspiration ni registres de la prétendue Compagnie de Jéhu.
Dans l'ambiance conspirationniste de l'époque, les théories du complot font en effet florès pour attribuer les meurtres, la violence et les attaques de diligences à une myriade de sociétés secrètes. Alors que la plupart de ces désordres relèvent du simple banditisme, selon la région, on évoque ainsi la Société des amis, la Compagnie des ribotteurs, celle de l'Étoile, du Cordon, des Fils aînés de Louis XVIII, la Bande noire, la Bande blanche, la Bande du sac, celle du Poignard, etc. Toutes sont supposées être extrêmement organisées, dirigées de l'étranger, entièrement au service du roi émigré, protégées par des complices occupant des postes de responsabilité et soumises à de redoutables rituels d'affiliation. Il semble que, pour ce qui concerne les Compagnons de Jéhu, ce soit Charles Nodier qui, dans ses Souvenirs, ait forgé la légende à partir de quelques incidents réels, distordus et assemblés dans un esprit romantique.

## Alexandre Dumas et les Compagnons de Jéhu
Alexandre Dumas aurait pris l'idée d'écrire un roman sur les Compagnons de Jéhu dans les mémoires de Charles Nodier, qui avait lui-même regroupé, sous une même dénomination, des épisodes étrangers les uns aux autres, en les enjolivant au passage.
Dumas romança encore plus l’histoire de ces contre-révolutionnaires dans son roman homonyme, publié en 1857 et dont le héros fut baptisé Charles de Sainte-Hermine.